# Kapweinland

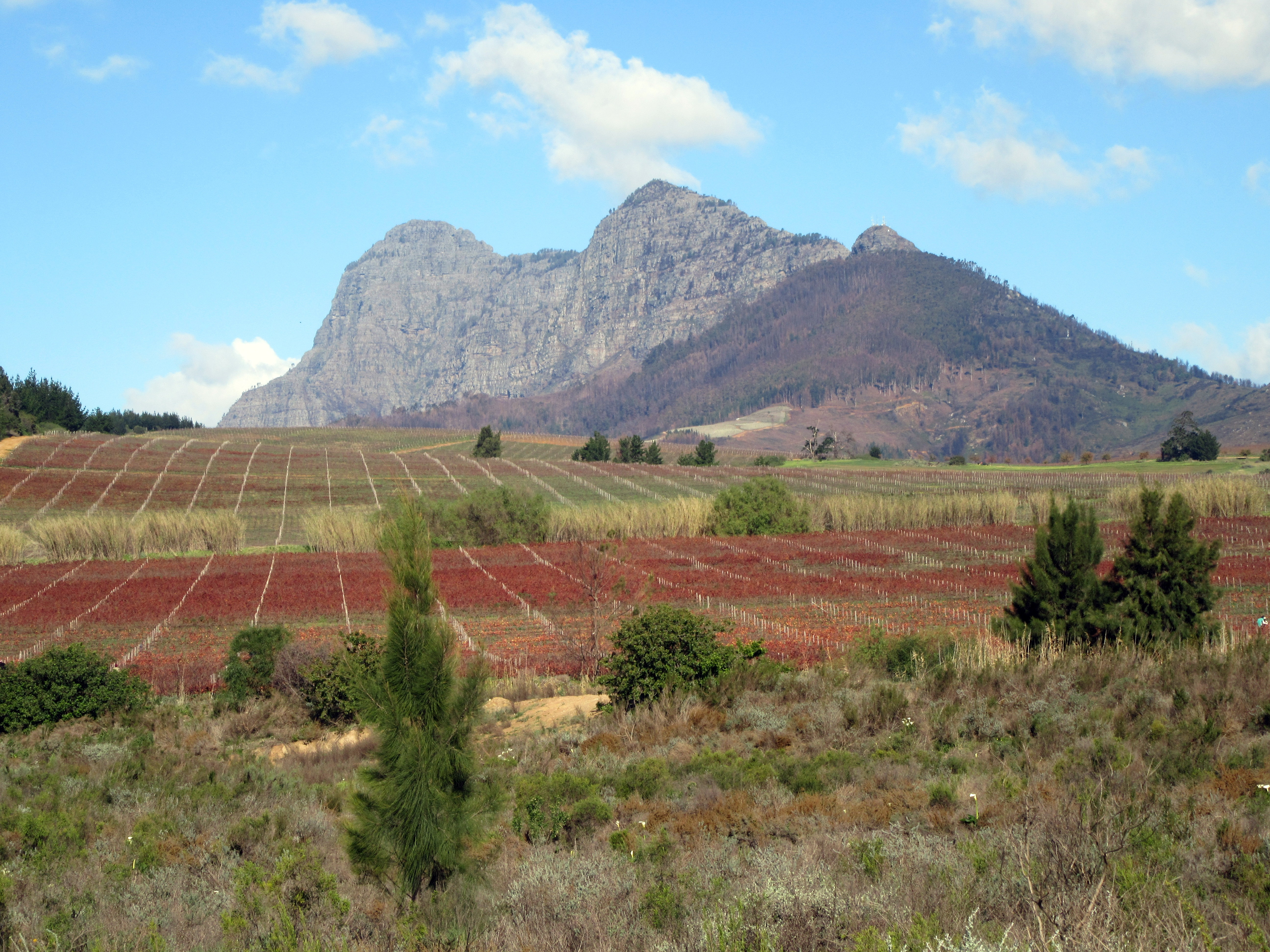
Weinbau bei Stellenbosch

Die Cape Winelands, auf Deutsch Kapweinregion, Kapweinland oder Weinregion Südafrikas, ehemals Boland, ist eine nicht klar definierte Region in der südafrikanischen Provinz Westkap. Sie liegt östlich von Kapstadtzumeist im Distrikt Cape Winelands. 
Die Region umfasst die Weinbaugebiete um Paarl, Stellenbosch und Franschhoek und andere. Hier befinden sich die meisten der südafrikanischen Weinrouten.
Ein Teil des Kapweinlandes bildet das Biosphärenreservat Cape Winelands. Sein Kerngebiet ist rund 995 km² groß mit etwa 320.000 Einwohnern.